# Sergentomyia modii
Sergentomyia modii är en tvåvingeart som beskrevs av Lewis 1978. Sergentomyia modii ingår i släktet Sergentomyia och familjen fjärilsmyggor. Inga underarter finns listade i Catalogue of Life.